# Zimowa Uniwersjada 2019
Zimowa Uniwersjada 2019 – 29. edycja zimowej Uniwersjady rozegrana w dniach 1–12 marca w Krasnojarsku. Zawody zostały przeprowadzone w 76 konkurencjach w 11 dyscyplinach.
9 listopada 2013 roku Międzynarodowa Federacja Sportu Uniwersyteckiego zatwierdziła w Brukseli miasto Krasnojarsk jako gospodarza zimowej Uniwersjady.
Była to trzecia edycja uniwersjady rozegrana na obecnych terenach Federacji Rosyjskiej. Wcześniej zawody tej rangi odbyły się w Moskwie w 1973 roku oraz Kazaniu w 2013 roku.

## Dyscypliny
Na Uniwersjadzie rozegranych zostanie 76 konkurencji w 11 dyscyplinach.

- Bandy (szczegóły) (2)
- Biathlon (szczegóły) (9)
- Biegi narciarskie (szczegóły) (11)
- Curling (szczegóły) (2)
- Hokej na lodzie (szczegóły) (2)
- Łyżwiarstwo figurowe (szczegóły) (5)
- Narciarski bieg na orientację (szczegóły) (7)
- Narciarstwo alpejskie (szczegóły) (9)
- Narciarstwo dowolne (szczegóły) (11)
- Short track (szczegóły) (8)
- Snowboarding (szczegóły) (10)

## Kalendarz
Źródło:
| Marzec                        | 1 Pt | 2 So | 3 N | 4 Pn | 5 Wt | 6 Śr | 7 Cz | 8 Pt | 9 So | 10 N | 11 Pn | 12 Wt | Konkurencje |
| ----------------------------- | ---- | ---- | --- | ---- | ---- | ---- | ---- | ---- | ---- | ---- | ----- | ----- | ----------- |
| Ceremonie                     |      | ●    |     |      |      |      |      |      |      |      |       | ●     |             |
| Bandy                         | ●    | ●    | ●   | ●    | ●    | ●    | ●    | 1    | ●    | 1    |       |       | 2           |
| Biathlon                      |      |      |     | 2    |      | 2    | 2    |      | 1    | 2    |       |       | 9           |
| Biegi narciarskie             |      |      | 2   | 2    |      | 2    |      | 1    | 2    |      | 1     | 1     | 11          |
| Curling                       |      |      | ●   | ●    | ●    | ●    | ●    | ●    | ●    | 2    |       |       | 2           |
| Hokej na lodzie               | ●    | ●    | ●   | ●    | ●    | ●    | ●    | ●    | ●    | ●    | 1     | 1     | 2           |
| Łyżwiarstwo figurowe          |      |      |     |      |      | ●    | 2    | 1    | 2    |      |       |       | 5           |
| Narciarski bieg na orientację |      |      |     | 2    | 2    |      | 1    |      |      | 2    |       |       | 7           |
| Narciarstwo alpejskie         |      |      | 2   | 1    | 1    |      | 1    | 1    | 1    | 1    | 1     |       | 9           |
| Narciarstwo dowolne           |      |      | 2   | 1    |      | 2    |      |      | 2    | 2    | 2     |       | 11          |
| Short track                   |      |      |     | 2    | 2    | 4    |      |      |      |      |       |       | 8           |
| Snowboarding                  |      |      | 2   |      | 2    | 2    |      | 2    |      | 2    |       |       | 10          |
| Konkurencje                   |      |      | 8   | 10   | 7    | 12   | 6    | 6    | 8    | 12   | 7     | 2     | 76          |

## Klasyfikacja medalowa[4]
Stan po zakończeniu Uniwersjady.
| Pozycja | Reprezentacja    | Złoto | Srebro | Brąz | Razem |
| ------- | ---------------- | ----- | ------ | ---- | ----- |
| 1.      | Rosja            | 41    | 39     | 32   | 112   |
| 2.      | Korea Południowa | 6     | 4      | 4    | 14    |
| 3.      | Japonia          | 5     | 4      | 4    | 13    |
| 4.      | Austria          | 3     | 3      | 0    | 6     |
| 5.      | Finlandia        | 3     | 2      | 7    | 12    |
| 6.      | Norwegia         | 3     | 2      | 3    | 8     |
| 7.      | Francja          | 2     | 4      | 7    | 13    |
| 8.      | Szwajcaria       | 2     | 2      | 3    | 7     |
| 9.      | Niemcy           | 2     | 1      | 2    | 5     |
| 9.      | Szwecja          | 2     | 1      | 2    | 5     |
| 11.     | Białoruś         | 2     | 1      | 0    | 3     |
| 12.     | Czechy           | 1     | 2      | 3    | 6     |
| 13.     | Kanada           | 1     | 2      | 2    | 5     |
| 14.     | Chiny            | 1     | 2      | 1    | 4     |
| 15.     | Włochy           | 1     | 1      | 1    | 3     |
| 16.     | Polska           | 1     | 1      | 0    | 2     |
| 17.     | Kazachstan       | 0     | 4      | 3    | 7     |
| 18.     | Słowacja         | 0     | 1      | 0    | 1     |
| 19.     | Gruzja           | 0     | 0      | 1    | 1     |
| 19.     | Wielka Brytania  | 0     | 0      | 1    | 1     |
| Razem   | Razem            | 76    | 76     | 76   | 228   |

## Miejsca
| Miejsce                                  | Dyscypliny                                       |
| ---------------------------------------- | ------------------------------------------------ |
| Arena Sever Multifunctional Complex      | Hokej na lodzie, Short track                     |
| Biathlon Academy Multifunctional Complex | Biathlon                                         |
| Stadion Centralny                        | Ceremonia otwarcia                               |
| Crystal Ice Arena                        | Hokej na lodzie                                  |
| Funpark Bobrovy Log                      | Narciarstwo alpejskie                            |
| Ivan Yarygin Sports Palace               | Curling                                          |
| Pervomaisky Ice Arena                    | Hokej na lodzie                                  |
| Platinum Arena Ice Arena                 | Łyżwiarstwo figurowe                             |
| Raduga Cluster                           | Biegi narciarskie, Narciarski bieg na orientację |
| Rassvet Ice Palace                       | Łyżwiarstwo figurowe                             |
| Sopka Cluster                            | Narciarstwo dowolne, Snowboarding                |
| Yenisei Ice Stadium                      | Bandy                                            |

## Symbole
Wszystkie symbole Zimowej Uniwersjady 2019 są elementami zarejestrowanymi znakami towarowymi.

### Logo
Zgodnie z Międzynarodową Federacją Sportu Uniwersyteckiego logo zostało wykonane na podstawie łacińskiej litery „U“ – pierwsza litera angielskiej nazwy zawodów „Universiade“. Poniżej znajduje się nazwa miasta wraz z rokiem – Krasnojarsk 2019, numer porządkowy, i nazwa zawodów – 29th Winter Universiade oraz pięć gwiazdek w pięciu kolorach: niebieskim, żółtym, czarnym, zielonym i czerwonym, które są elementami Międzynarodowej Federacji Sportu Uniwersyteckiego.
Litera „U“ symbolizuje blok lodowy, którego nieregularne krawędzie świadczą o surowym klimacie syberyjskim.

### Maskotka
Oficjalną maskotką został syberyjski pies rasy Łajka, skąd wzięło się imię U-Laika. Jest symbolem lojalności, życzliwości, radości i wiecznej energii. Od stycznia do maja 2013 roku odbył się konkurs wyboru maskotki. 15 maja tego samego roku ogłoszono wyniki głosowania, po którym zatwierdzono go jako oficjalna maskotka zimowej uniwersjady.

### Slogany
Głównymi sloganami zostały „Real Winter“ („Настоящая зима“), „100% Winter“ („100% зима“) oraz „Welcome to Winter“ („Добро пожаловать в зиму!“).